# Świętopełk (imię)
Świętopełk, Wszetopełk, Świętopałk, Świętopełek – starodawne (obecnie rzadkie) imię słowiańskie (czes. Svatopluk), oznacza święty (tj. silny, mocny) pułk (tj. oddział; dawne polskie pełk/połk, czes. pluk). Polskie „pełk”, „pułk”, powstało w wyniku wokalizacji pierwotnego prasłowiańskiego twardego zgłoskotwórczego „l” w języku polskim doby przedpiśmiennej w – zależnie od otoczenia fonetycznego – „oł”, „uł” albo „eł”.
Świętopełk imieniny obchodzi: 1 czerwca i 25 września.
Osoby o imieniu Świętopełk:
- Świętopełk I morawski – władca Wielkiej Morawy do 894
- Świętopełk II morawski – władca księstwa nitrzańskiego od 894 do 906
- Świętopełk Mieszkowic – przedwcześnie zmarły syn Mieszka I i Ody (ur. 979, zm. przed 992)
- Światopełk Karpiński – polski poeta
- Świętopełk I Przeklęty – syn Włodzimierza Wielkiego, książę ruski osadzony na tronie przez Bolesława Chrobrego
- Świętopełk II Wielki – książę Pomorza Gdańskiego 1220–1266
- Świętopełk – władca Czech w latach 1107–1109
- Svante Arrhenius (1859–1927) – szwedzki chemik i fizyk, jeden z twórców chemii fizycznej
- Svatopluk Buchta (ur. 1966) – czechosłowacki kolarz torowy, dwukrotny medalista mistrzostw świata
- Josef Svatopluk Machar – czeski poeta